# Periegops
Periegops (zu gr. περιηγ-έομαι (periḗgeomai) „herumführen, in Umrissen zeigen“ und ὄψ (óps) „Auge, Gesicht“) ist die einzige Gattung der Familie Periegopidae innerhalb der Echten Webspinnen (Araneomorphae). Die Gattung umfasst nur drei Arten, die in Australien und Neuseeland vorkommen. (Stand: Februar 2016)

## Merkmale
Es handelt sich um relativ kleine Spinnen mit einer Körperlänge etwa von 6 bis 10 Millimeter. Das Prosoma ist länger als breit, abgeflacht ohne Mittelgrube (Fovea). Es ist orange gefärbt, nach vorn hin zu orangebraun verdunkelt, mit dunklen Längslinien, auch die Unterseite (das Sternum) ist orange. Die sechs Augen sind in drei weit voneinander abgesetzten Gruppen zu je zwei angeordnet, eine davon in der Mitte und zwei seitlich nahe dem Vorderrand des Prosoma. Der Hinterleib (Opisthosoma) ist gelbgrau gefärbt, mit einer Zeichnung aus sechs schmalen dunklen Winkelbinden auf der Oberseite, die durch ein dunkles Mittelband verbunden sind. Auch die Beine sind einfarbig gelbgrau bis gelbbraun. Die Länge der Beinpaare nimmt meist in der Reihenfolge I – IV – II – III ab, doch können bei den Weibchen erstes und viertes Paar auch gleich lang sein. Die kurzen Cheliceren tragen einen lamellenartigen Fortsatz auf der Unterseite, am Vorderrand tragen sie eine Zahnreihe aus sieben bis acht Zähnen. Sie sind an den Basen miteinander fusioniert und dadurch unbeweglich. Auf der Außenseite sitzen bei den Weibchen parallele Rillen zur Stridulation. Die Beine tragen drei Klauen. Die vorderen Klauen an den ersten beiden Beinpaaren besitzen jeweils eine doppelte Reihe von Kammzähnen, die hinteren Klauen derselben eine einfache.
Periegops zählt zu den haplogynen Spinnen mit einfach gebauten Begattungsorganen. Die Pedipalpen der Männchen tragen einen einfachen Bulbus mit kurzem, gebogenem Embolus; innerhalb des Bulbus schimmert oft der aufgerollte Spermiengang durch. Die weiblichen Begattungsorgane sind ebenfalls einfach gebaut: der Bereich vor der Epigastralfurche ist etwas sklerotisiert, im Inneren sitzt eine Porenplatte mit becherförmigen Einstülpungen.

## Verbreitung und Biologie
Die Arten der Gattung sind auf Neuseeland und Australien beschränkt, wo sie jeweils nur winzige, inselartige Verbreitungsgebiete besiedeln. Alle Arten sind bodenlebend (epigäisch) in Wäldern. Die australische Art ist in zwei Regenwäldern in Queensland gefunden worden, ansonsten ist fast nichts über sie bekannt. Die neuseeländischen Arten leben in der Laubstreu älterer, primärer Scheinbuchen- und Steineiben-Wälder. Die Arten sind aktive Jäger und bauen keine Fangnetze, sie bauen allerdings mit Spinnseide ausgekleidete Schlupfwinkel, diese sind oft auf der Unterseite von liegendem Totholz zu finden. Sie sind, soweit bekannt, nachtaktiv.

## Systematik
Die Gattung wurde erst 1995 von R. R. Forster in den Status einer Familie erhoben und von den Archaeidae abgegrenzt. Der World Spider Catalog listet für die Gattung Periegops aktuell nur drei Arten. (Stand: Februar 2016)
- Periegops australia Forster, 1995 – verbreitet in Queensland, Australien
- Periegops keani Vink, Dupérré & Malumbres-Olarte, 2013 – verbreitet in Neuseeland: The Aldermen Islands und East Cape, Nordinsel.
- Periegops suterii (Urquhart, 1892) – verbreitet in Neuseeland: Banks Peninsula, und Riccarton Bush Reserve in Christchurch, Südinsel.

Die Gattung ist nach morphologischen Merkmalen nahe verwandt mit der in Südafrika und Südamerika verbreiteten Gattung Drymusa, die in eine, ebenfalls monotypische, Familie Drymusidae gestellt wird. Bei einer kladistischen Analyse anhand morphologischer Merkmale konnte die Monophylie der beiden Familien gegeneinander nicht sicher bestätigt werden, möglicherweise müssen sie zu einer gemeinsamen Familie vereinigt werden. Schwestergruppe der gemeinsamen Klade wären danach die Speispinnen (Familie Scytodidae).